# Zona turística da Costa do Dendê

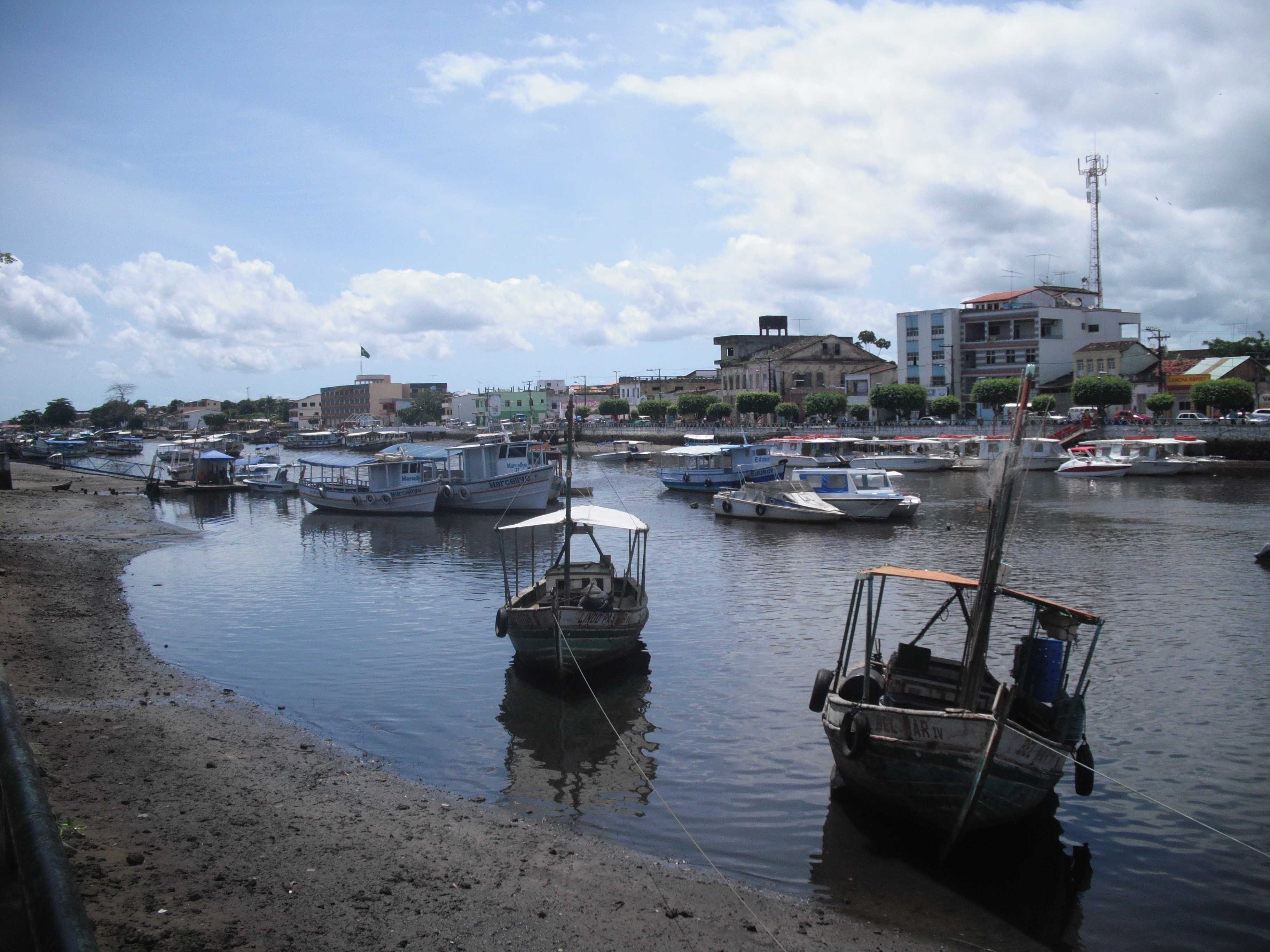
Barcos no Rio Una, em Valença.

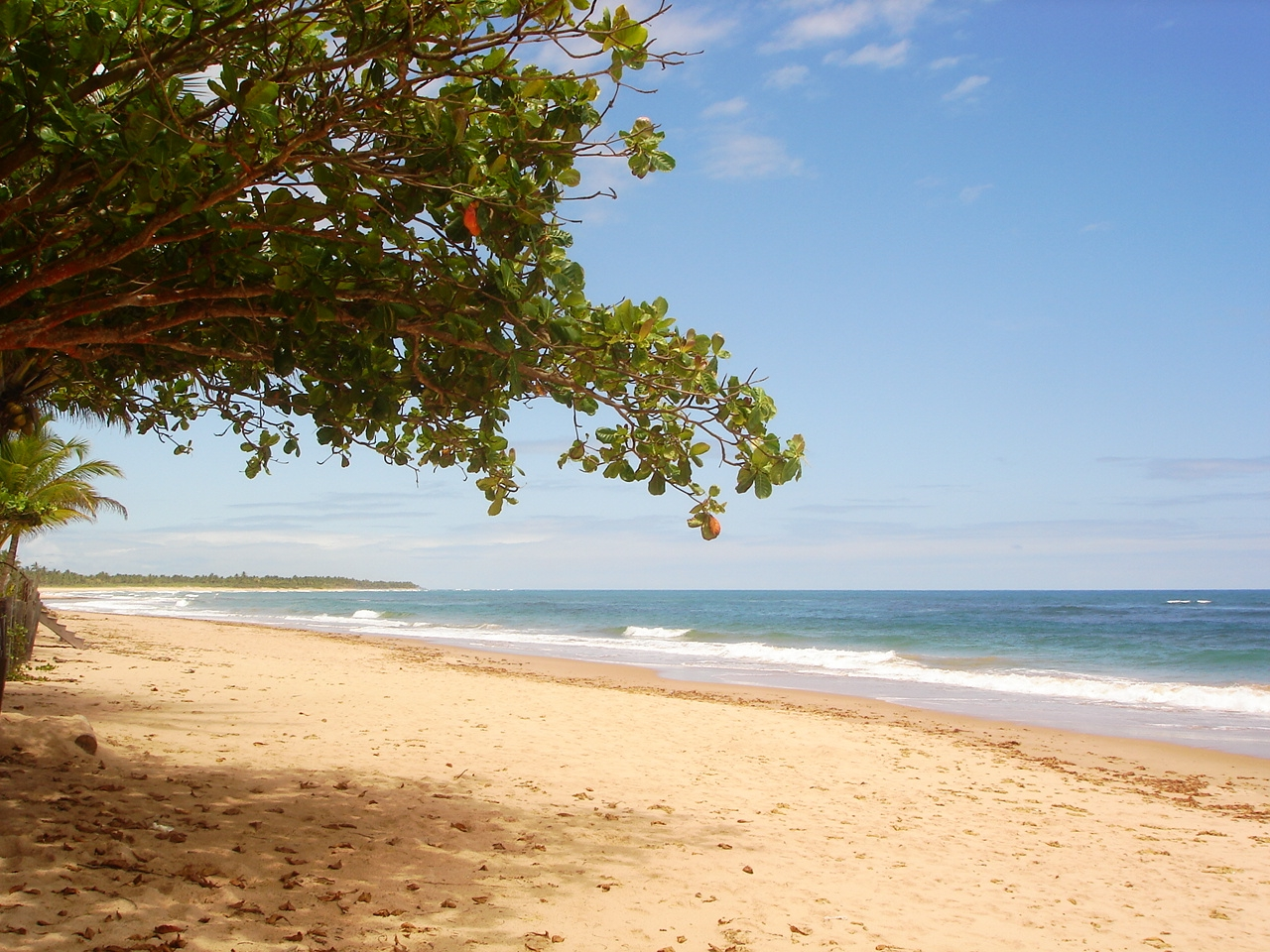
Praia dos Algodões, em Maraú.

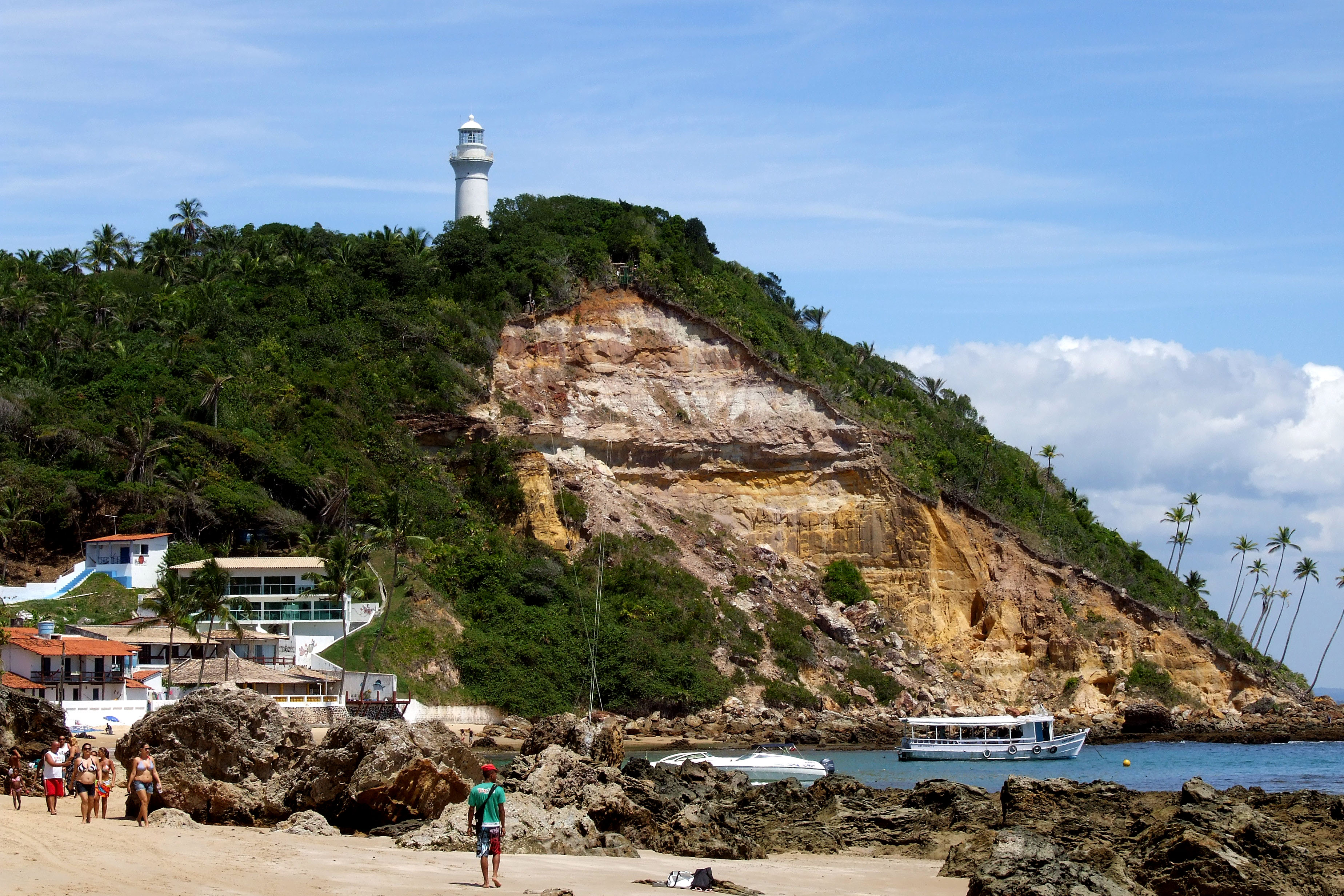
Farol do Morro, em Morro de São Paulo.

A Zona turística da Costa do Dendê é uma das zonas turísticas da Bahia estabelecidas devido ao Programa de Desenvolvimento do Turismo (PRODETUR). A zona litorânea compreende os municípios de Valença, Igrapiúna, Cairu, Camamu, Taperoá, Nilo Peçanha, Ituberá e Maraú, localizados no baixo sul do estado.
São 115 quilômetros de costa, desde a Baía de Camamu (ao sul) até a foz do Rio Jaguaripe (ao norte), que além das praias, abrigam ilhas, rios, cachoeiras, restingas, manguezais, recifes de coral e paisagens históricas. São possíveis o turismo de aventura, de esportes radicais e mergulho, náutico, histórico, ecoturismo e o turismo de sol e praia. Destacam-se as atrações naturais: Morro de São Paulo na Ilha de Tinharé e a Ilha de Boipeba, ambas no Arquipélago de Cairu em Cairu, a Baía de Camamu, os rios Una, das Almas e Jaguaripe, Península de Maraú. Há também as plantações de dendê, cujo azeite é ingrediente típico da gastronomia baiana.
Na Costa do Dendê, existem algumas áreas protegidas, como APA Ilhas de Tinharé e Boipeba, APA Baía de Camamu e APA Baía de Guaibim.
Segundo a Fundação Instituto de Pesquisas Econômicas (Fipe), a Costa do Dendê atrai 660 mil turistas anualmente, com média de estrangeiros (20%) superior à nacional.
Em 2013, a zona foi beneficiada com a abertura do voo comercial regular semanal Salvador-Valença operado pela Passaredo Linhas Aéreas, quando até então o Aeroporto de Valença só operava voos particulares e táxi aéreo.